# Nelson Parraguez
Nelson Parraguez (5 d'abril de 1971) és un exfutbolista xilè.

## Selecció de Xile
Va formar part de l'equip xilè a la Copa del Món de 1998.